# 国分 (上田市)
国分（こくぶ）は、長野県上田市の地名。現行行政地名は国分一丁目と大字国分がある。国分一丁目のみ住居表示実施地域。

## 地理
上田市の上田地区に属する。千曲川と支流の神川の合流点の河岸段丘上に立地する地形で、北は大字常入、大字古里、東は大字蒼久保、南は大字小牧、大字生田、西は常入に隣接する。地区の南部を国道18号としなの鉄道線が通じ、その間に国分寺史跡公園がある。現在の信濃国分寺は、史跡公園の北方にある。また地区の北部では国道18号から国道141号が分岐する。昭和48年（1973年）の住居表示事業により、大字国分、大字常入の各一部から国分一丁目成立。

## 歴史
奈良時代に信濃国分寺が建立された地区であり、中世には小県郡上田荘の一部をなし、江戸時代には上田藩国分寺組に属した。

### 沿革
- 明治5年（1872年）5月 - 小県郡堀村・国分寺村・上沢村・黒坪村が合併して国分村となる。
- 明治22年（1889年）4月1日 - 町村制施行に及び小県郡の大屋村、岩下村、蒼久保村、国分村が合併し、神川村となり、その大字となる。
- 昭和31年（1956年）9月30日  - 小県郡神川村は、上田市に編入し、上田市国分となった。

## 世帯数と人口
2021年（令和3年）11月1日現在の世帯数と人口は以下の通りである。
| 町丁       | 世帯数    | 人口    |
| ---------- | --------- | ------- |
| 国分一丁目 | 206世帯   | 427人   |
| 大字国分   | 1,301世帯 | 2,978人 |

## 交通
- しなの鉄道線
  - 信濃国分寺駅

## 施設
- 信濃国分寺
- 国分寺史跡公園
  - 上田市立信濃国分寺資料館
  - 万葉植物園
- 上田市立第一中学校
- 上田市立神川小学校
- 信濃国分郵便局
- 尾澤木彫美術館

## 小・中学校の学区
市立小・中学校に通う場合、学区は以下の通りとなる。
| 地区       | 小学校             | 中学校             |
| ---------- | ------------------ | ------------------ |
| 国分一丁目 | 上田市立神川小学校 | 上田市立第一中学校 |
| 大字国分   | 上田市立神川小学校 | 上田市立第一中学校 |